# Dracontium soconuscum
Dracontium soconuscum là một loài thực vật có hoa trong họ Ráy (Araceae). Loài này được Matuda mô tả khoa học đầu tiên năm 1949.